# トルコクラティア

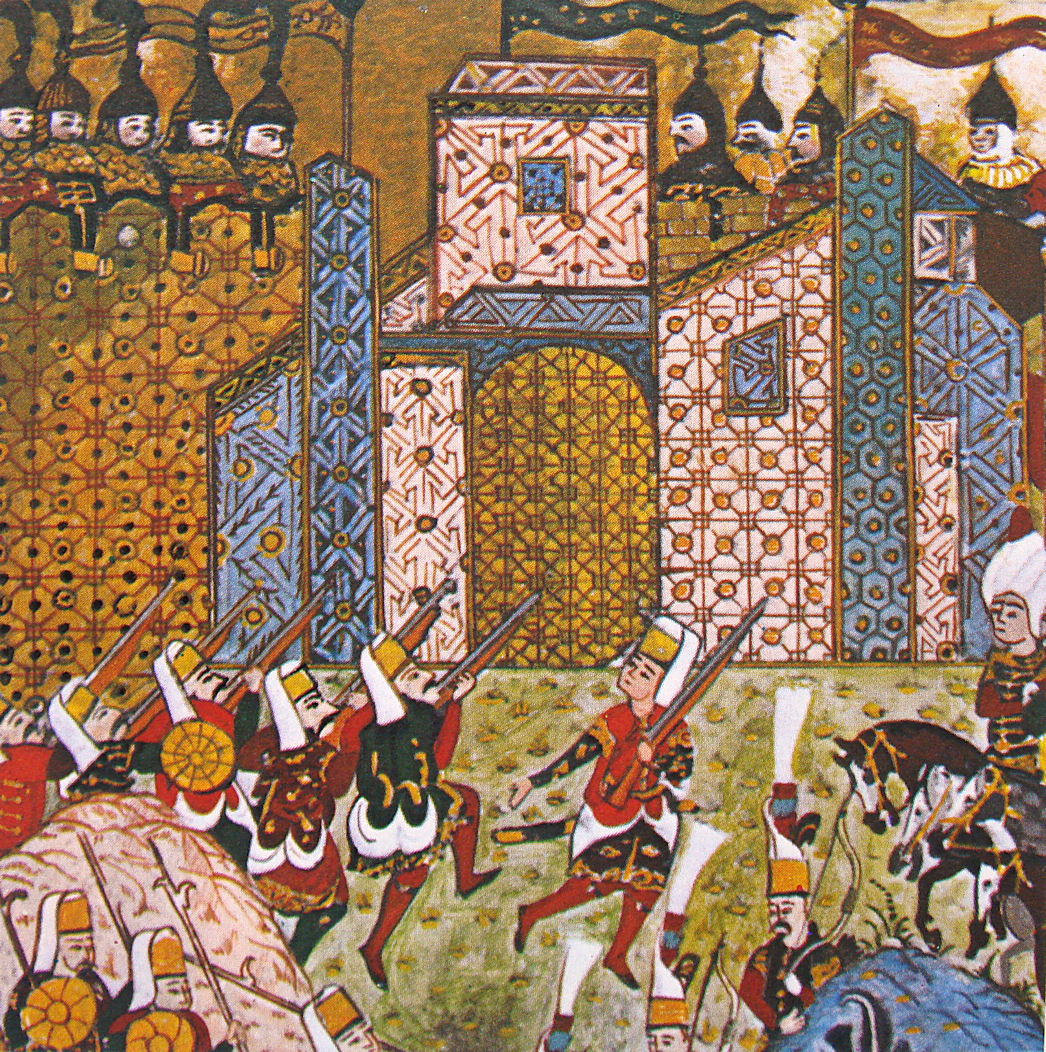
オスマン軍に囲まれるロドス島

この項目ではオスマン帝国による占領から独立するまでのギリシャについて述べる。この時代はギリシャ史において「トルコクラティア（Τουρκοκρατία『トルコの支配』の意味）」と呼ばれている。

## 斜陽のビザンツ帝国

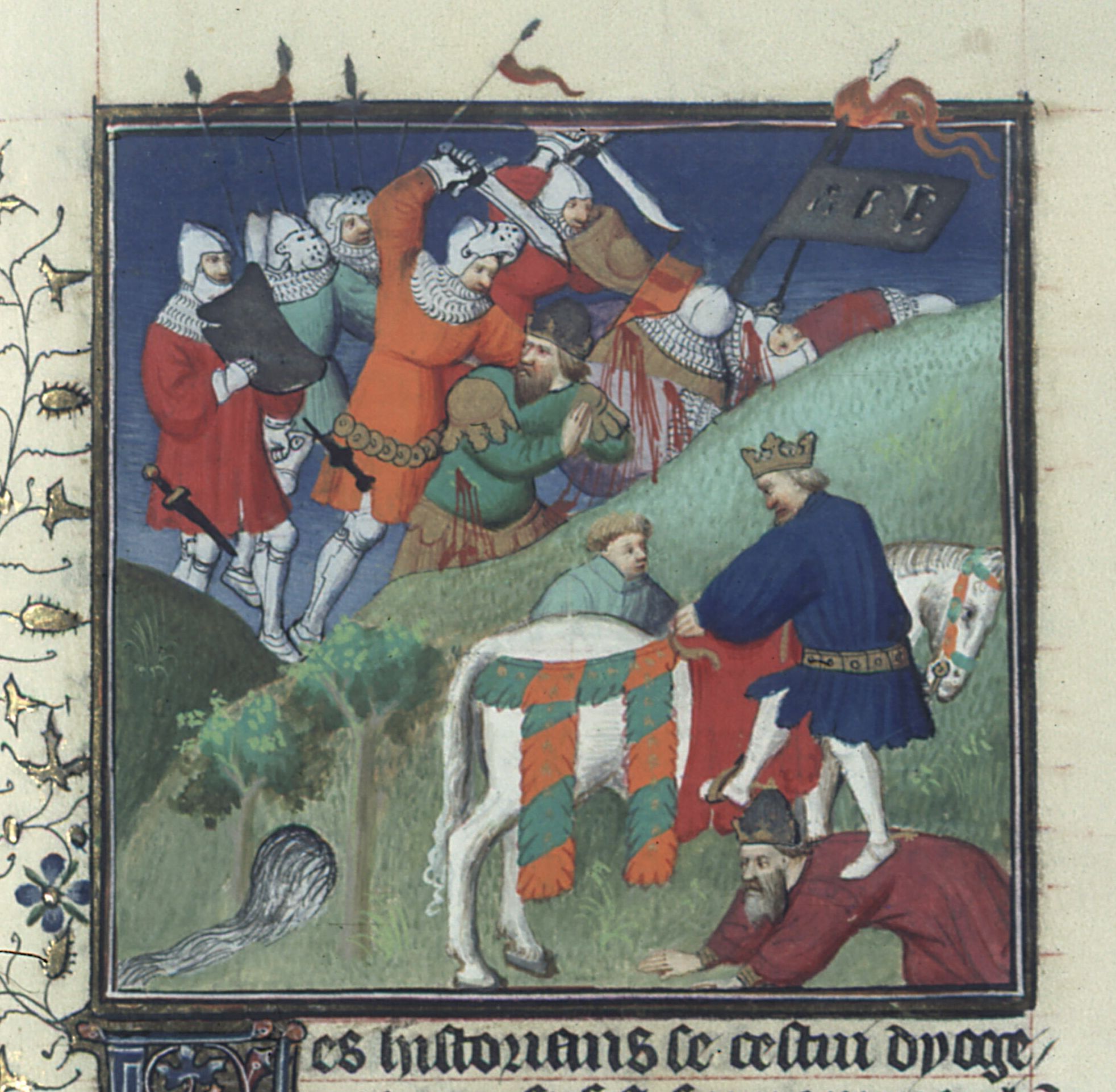
マラズィギルドの戦い

### イスラム教の隆盛
7世紀に生まれたイスラム教が「アラブの大征服」を開始するとシリア、北アフリカ、イベリアへ進出、それまで地中海世界を支配していたビザンツ帝国（東ローマ帝国）の支配地はアナトリア、バルカンのみと半減した。さらに、11世紀後半、トルコ系ムスリムがアナトリアに進出することでビザンツ帝国はさらに窮地に陥っていった。
11世紀前半、イラン高原で生まれたセルジューク朝は11世紀半ばよりビザンツ帝国の東半分を成していたアナトリアへ略奪行為のために軍を送っていた。しかし、1071年、セルジューク朝のスルタン、アルプ・アルスラーンはアナトリア東部へ侵入、マラズギルトの戦い（マンツィケルトの戦い） (en) においてビザンツ帝国軍を撃破、指揮を取っていた皇帝ロマノス4世ディオゲネスを一時的ながら捕虜とした。このマラズギルトの戦い以降、アナトリアは急速にセルジューク朝支配下となっていった。

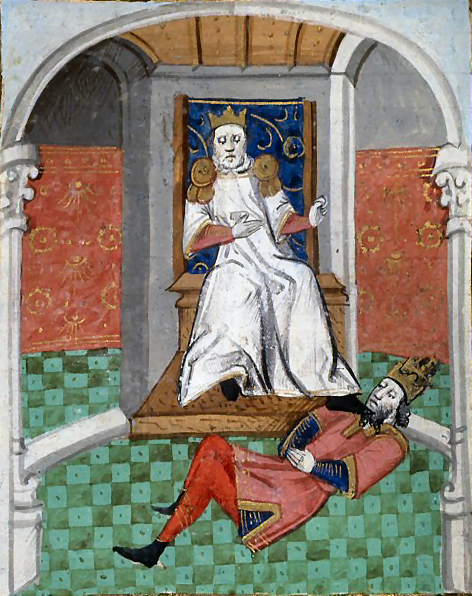
ロマノス4世ディオゲネスに屈辱を与えるアルプ・アルスラーン

しかし、マラズィギルドの戦い以降、セルジューク朝では内紛が発生、1077年にアナトリアでルーム・セルジューク朝が生まれた。このルーム・セルジューク朝はアナトリアを急速に征服し、ビザンツ帝国首都コンスタンティノープル近郊のニカイアを首都にするまで発展した。しかし、このアナトリアでのイスラム勢力の発展とエルサレムへ巡礼していたキリスト教徒らが圧迫されたという噂から1096年、第一回十字軍が結成され、アナトリアでルーム・セルジューク朝を撃破したため、ルーム・セルジューク朝は勢力を後退させた。
ただし、勢力を後退させたのは一時的なもので12世紀に入るとこの危機を克服、13世紀に繁栄を迎え、さらにトルコ系ムスリムの流入、ビザンツ帝国元臣民らの改宗によってアナトリアのイスラム化が進んだ。さらにトルコ系の人々の流入と非トルコ系の人々によるトルコ語の受容はアナトリアのトルコ化をもすすめることになった。
1243年、モンゴル帝国がアナトリアに侵入するとこれに敗れ去ったルーム・セルジューク朝はモンゴルに臣従、急速に衰えを見せ、アナトリアのトルコ系、ムスリム系諸勢力はそれぞれの君侯（ベイ）を抱く君侯国（ベイリク）へ分裂して行った。しかし、彼らは分裂したと云えども、アナトリアのビザンツ帝国領を攻撃、西へ向って勢力を広げて行った。

### オスマン帝国の登場とビザンツ帝国の滅亡

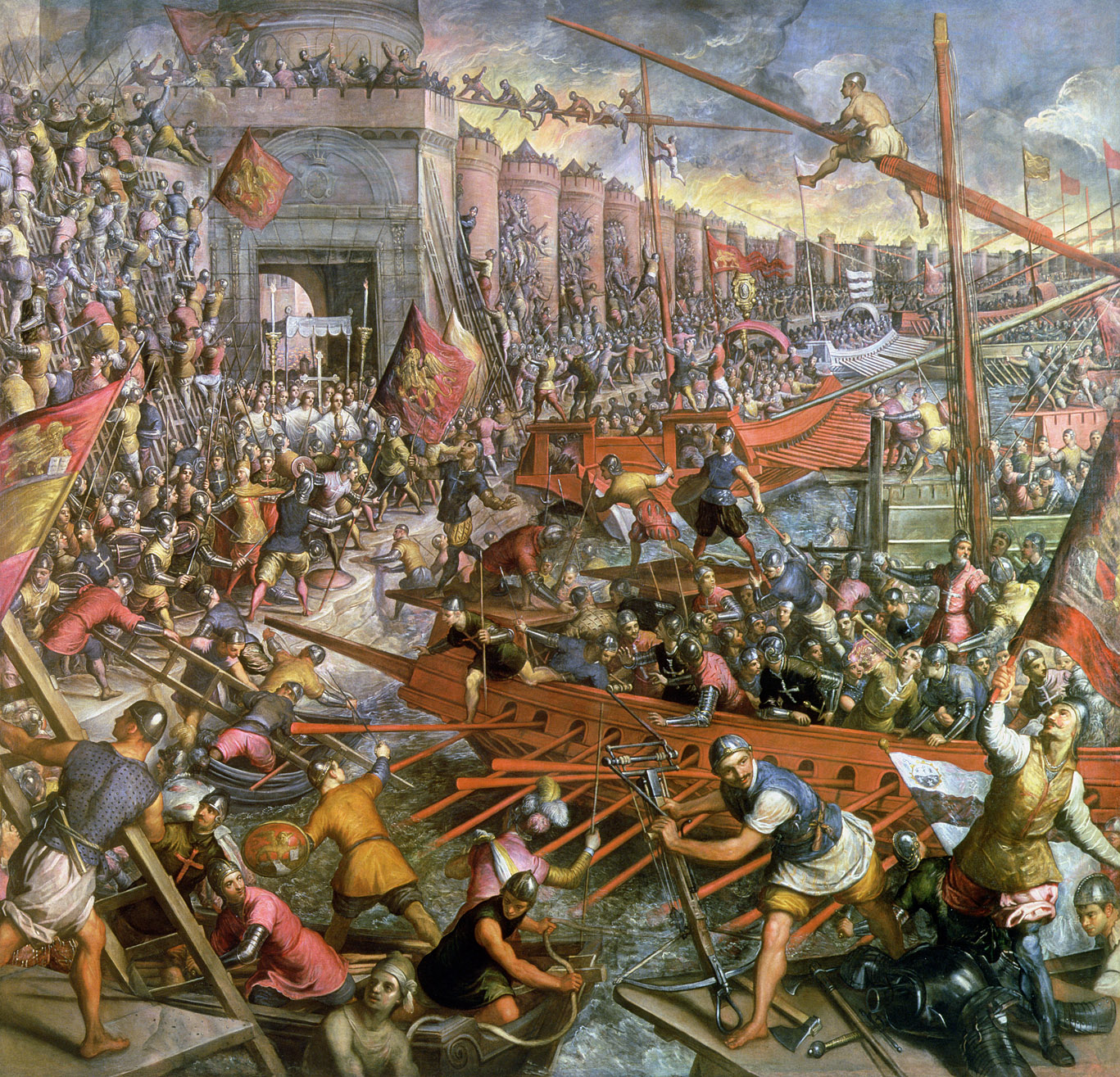
第四回十字軍の攻撃を受けるコンスタンティノープル

一方でビザンツ帝国も第四回十字軍の遠征によって首都コンスタンティノープルが占領され、ニカイア帝国、トレビゾンド帝国、エピロス専制侯国などに分裂した。1261年にニカイア帝国がコンスタンティノープルを回復してビザンツ帝国は再興したが、この出来事はビザンツ帝国の弱体化を急激に進め、バルカン半島の諸勢力は自立の機運を高めていった。
ビザンツ帝国の影響が弱まったバルカン半島は西部をステファン・ウロシュ4世ドゥシャン率いるセルビア王国が、東部をブルガリア帝国が支配しており、ビザンツ帝国領はトラキア、ストリュモン、テッサロニキ及びその周辺、ペロポネソス半島の一部と化しており、島嶼部ではほとんどの部分をラテン人らが占領していた。そのため、ギリシャはセルビア領、ブルガリア領、ラテン人領主による統治、そしてビザンツ領となっていた。
さらにドゥシャンが死去するとセルビアは解体し、ブルガリアもイヴァン・アレクサンドルによる制度改革によって分裂し始めていた。そしてエペイロスはアルバニア人、イタリア人らによって分断されており、アテネ公国のフィレンツェ人ネリオ1世 (en) はヴェネツィアに町を委ねていたが、ヴェネツィア自身も海ではオスマン帝国に対抗できたが、陸ではオスマン帝国の敵ではなかった。
この状況の中、アナトリアでは後にオスマン帝国となるオスマン集団が発生した。彼らはアナトリアにおけるムスリム影響下の最西北で発生したが、ムスリムとビザンツの国境地帯であるという有利な条件を元にしてアナトリアのビザンツ領を占領していった。オスマン帝国二代目、オルハンの時代にはビザンツ領のプルサを占領、ここを首都としてから急激に勢力を増し、14世紀中頃までにはアナトリア最西北部を占領、ビザンツ帝国首都コンスタンティノープルの対岸、スクタリさえも占領していたと言われ、さらにオルハンの時代の1354年にダーダネルス海峡を越えてゲリボルを占領していた。
1360年頃、オルハンが死去するとムラト1世が後を継いだが、ムラト1世の元で諸制度が整備され、その配下にはムスリム・トルコ系の人々だけではなくビザンツ帝国に使えていた軍人らも属していた。ムラト1世は1361年、バルカン半島へ出兵、翌年にはアドリアノープル(この後トルコ人たちによってエディルネと呼ばれるようになった)を占領、ここを拠点としたが、これはビザンツ帝国の背後を奪ったことを意味していた。

1450 年ごろのビザンツ帝国及び諸勢力

そしてムラト1世がバルカン半島に進出するとトラキアの大半がオスマン帝国領と化し、1371年のマリツァの戦いでセルビア諸侯連合軍を撃破したことでセルビア、ブルガリア、ビザンツはオスマン帝国に臣従し、1387年にはマヌエル・パライオロゴスの元で抵抗を続けていたテッサロニキが陥落、さらに1389年にコソボの戦いでバルカン諸勢力連合軍が撃破されるとバルカン半島がオスマン帝国領となるのは時間の問題となり、1393年、ブルガリア帝国は崩壊、1394年にはコンスタンティノープルを包囲しながらもギリシャへの進出を進めた。
コソボの戦いではムラト1世が暗殺されたが、この後を即時に継いだ息子バヤズィト1世はさらにバルカン半島への進出を進め、テッサロニキとその周辺部がオスマン帝国領土となった。しかし、1402年、中央アジアで勃興したティムールをアンカラで迎え撃ったが、オスマン軍はこれに敗れ、バヤズィト1世が捕虜となり、翌年死去した。これに伴い、ティムールはアナトリアにおけるオスマン領をオスマン帝国が占領する以前の領主へ戻し与えたため、オスマン帝国はアナトリアにおける領土の多くを失った。バルカン半島における領土はテッサロニキを除いてほとんどが残ったものの、バヤズィト1世の後継を巡る争いが発生したため、その維持さえも危ぶまれる状況となった。

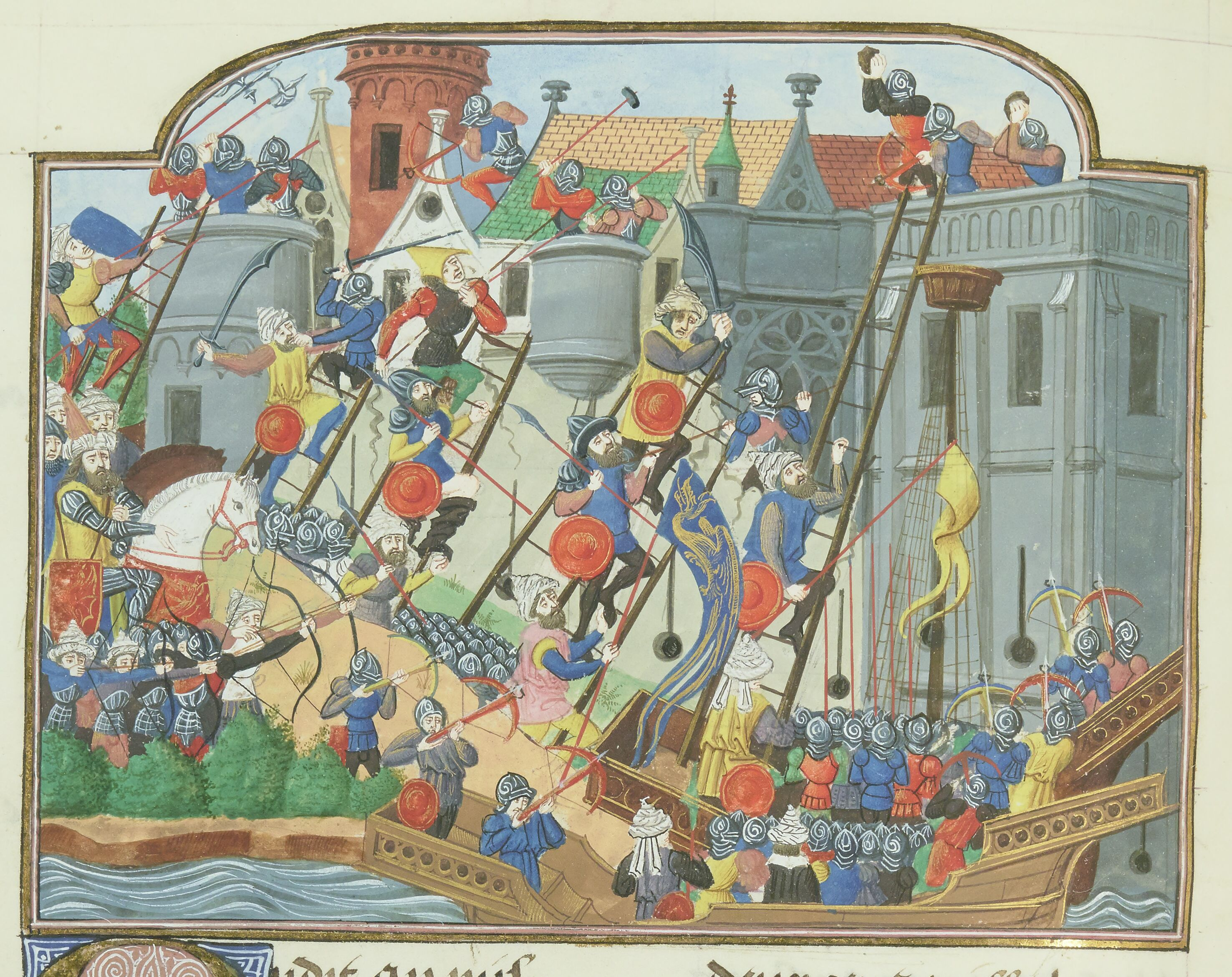
コンスタンティノープルにおける包囲戦

しかし、1413年、メフメト1世が後継者争いに勝利、分裂しかけていたオスマン領の統一にも成功した。そしてメフメト1世と次代、ムラト2世らは失地回復に勤しみ、1422年にはコンスタンティノープルが再度包囲できるまで回復を見せた。その一方でテッサロニキの町は防衛が困難であることから1423年にヴェネツィアに譲られていたが、これも1430年に再占領、同年、ヨアニナの占領にも成功し、翌年、エペイロスがオスマン領となった。
一方でペロポネソス半島では後にローマ最後の皇帝となるモレア専制公コンスタンティノスが勢力を広げており、1430年、パトラスを占領してニカイア公国の併合に成功、ペロポネソス半島における沿岸部のヴェネツィア領以外を全て併合した。そして1445年から1446年にかけてアテネ、テーバイを占領、さらにテッサリアまで進出してピンドス山脈にまで勢力を広げ、ビザンツ復興への一筋の希望を見出していた。これに対してオスマン帝国は反撃を開始、コリントス地峡のヘキサミリオン要塞を撃破してペロポネソス半島を脅かした。

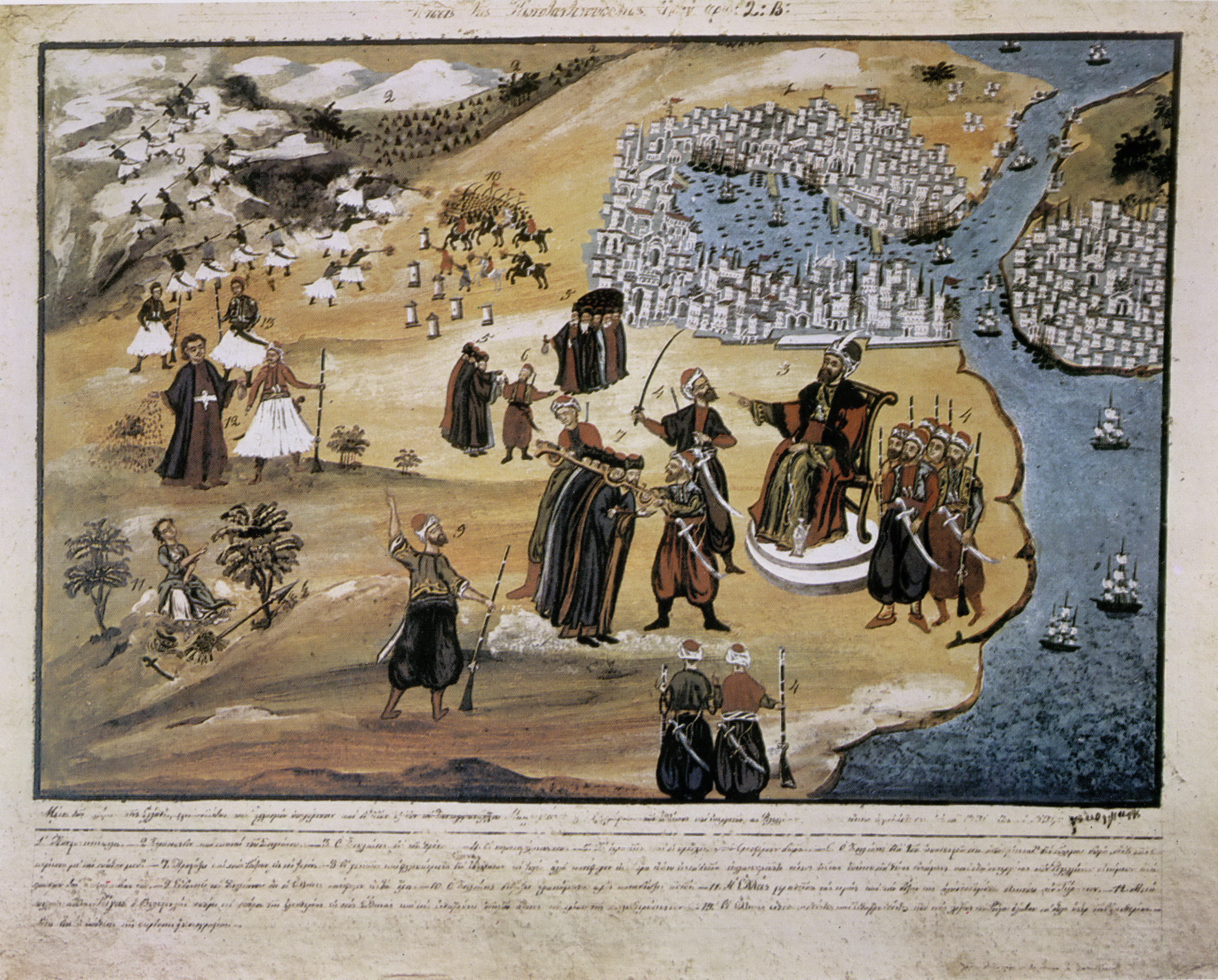
コンスタンティノープルの陥落を誇るメフメト2世。左側にはギリシャ独立の種を蒔くリガス・ヴェレスティンリス・フェレオスとクレフテスが描かれている。

1430年以降、ビザンツ帝国は自らの滅亡を予感しており、1438年から翌年にかけて行われたフィレンツェ公会議においてビザンツ皇帝ヨハネス8世は自ら出席して東西教会の合同を認め署名したが、これは西ヨーロッパからの援軍を頼りにせざるを得ない状況であったため行ったものであった。しかし、結局、西ヨーロッパから援軍が到着することはなかった。
1451年、ムラト2世が死去し、息子のメフメト2世が後を継ぐと君主交代をチャンスと見た対立国、カラマン君侯国 (en) が侵略を開始した。そして、すでに弱小国となっていたビザンツ帝国の皇帝、コンスタンティノス11世パレオロゴスはこれを好機と見て、オスマン帝国と対立した。これに対してメフメット2世はカラマン君侯国を1452年に撃退、その夏にはコンスタンティノープル包囲の準備に入った。
1452年冬から1453年春にかけて、メフメト2世はコンスタンティノープル包囲のための準備に勤しみ、3月末、エディルネを出発、4月初めにコンスタンティノープルの包囲を開始した。そして5月29日、オスマン帝国軍の総攻撃によってコンスタンティノープルは陥落、1460年には最後まで抵抗を続けていたミストラが陥落、ここにビザンツ帝国は滅亡し、古代ローマの命脈も絶たれた。

## トルコクラティア

### 征服されるギリシャ
コンスタンティノープルを占領したメフメト2世はエディルネから首都を移転した。1460年にはペロポネソス半島に残っていたパレオロゴス系のモレアス専制公領を占領、翌年にはコムネノス系のトレビゾンド帝国を征服、ビザンツ系の国家は全て消滅し、ビザンツ帝国の旧領のほとんどがオスマン帝国領となり、エイペロスの一部とラテン人（ヴェネツィア、ジェノバ）らが支配していた島嶼部及び、ペロポネソスの海岸部だけを残すだけになった。
ラテン人らはアナトリア西海岸、バルカン南部、西部の沿岸地域、エーゲ海と東地中海北側を主に占領していた。これに対してオスマン帝国は14世紀後半当初、海軍をほとんど保持していなかったため、陸地からの攻撃で征服を行っていたが、15世紀前半に入ってコンスタンティノープル占領以降、ゲリボルやイスタンブールと改名されたコンスタンティノープルにおいて造船所を設立、海軍力の増強に勤しんだ。

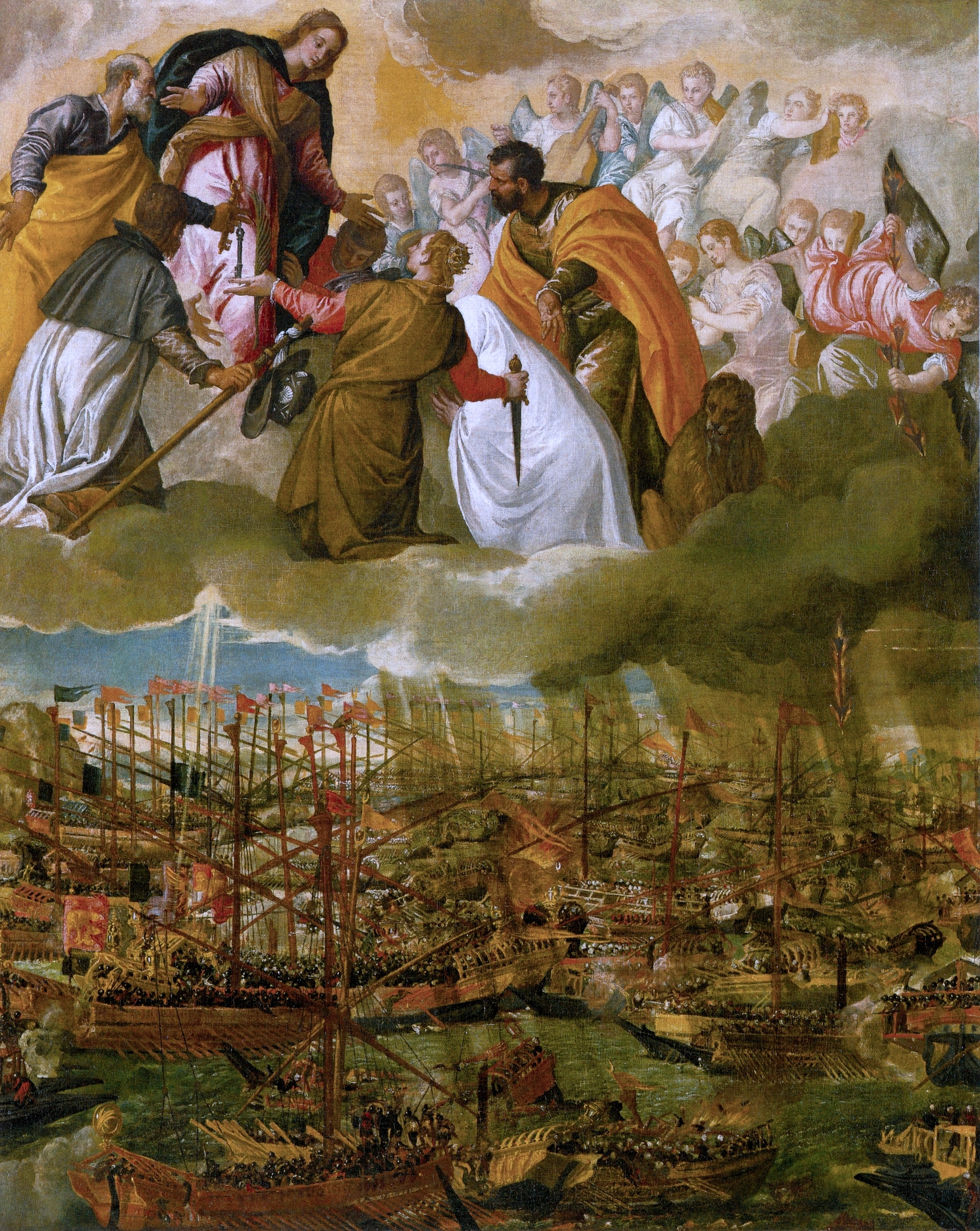
パオロ・ヴェロネーゼ『レパントの海戦の寓意』

そして15世紀後半に入るとエーゲ海の島嶼部に進出、1462年、レスボス島を、1475年にはサモス島、1479年にはタソス、レムノス、プサラをジェノヴァ人らの支配下から奪った。そして1522年、スレイマン1世が聖ヨハネ騎士団が治めるロドス島とその周辺の島を攻略（ロドス島包囲戦）、オスマン帝国の東地中海進出の転換点となった。
その後、ヴェネツィアが治める島々も次々と攻略。1470年にはエウボイア島、1537年から翌年に掛けてスポラデス諸島、ミコノス島、カルパトス島を占領、それまでラテン人の海と言われたエーゲ海は「オスマンの海」と化した。
1545年以降、ヴェネツィアとオスマン帝国の間で戦いが勃発、1571年、キプロスをめぐってレパントの海戦が行われ、オスマン帝国海軍はキリスト教徒連合艦隊に敗れ去ったが、この戦いで敗北しても東地中海におけるオスマン帝国の優位は変わらず、キプロスはオスマン帝国の手中に落ち、さらには1579年にはキクラデス諸島、ナクソス公国がさらに陥落した。
17世紀に入ってもオスマン帝国による旧ビザンツ帝国領の征服活動は続き、1669年にはカルロヴィッツ条約が結ばれクレタ島の大部分がオスマン帝国に譲渡された。さらに、1715年にはコリントス、ナフプリオ、ナヴァリノ (en) 、コロン、モトンなどペロポネソス半島に残っていたヴェネツィア領も占領され、ここにイオニア諸島を除くギリシャ全土がオスマン帝国領となった。

#### 抵抗するギリシャ

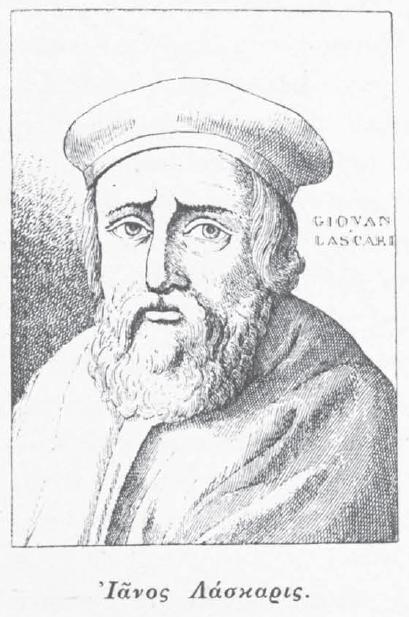
イアノス・ラスカリス

伸長を続けるオスマン帝国の前に一部のギリシャ人らはこれに抵抗した。これは西欧の十字軍に触発されたものが大部分ではあったが、一部では自然に発生した。多くはビザンツ帝国の執政官、知識人ら、教会の高位聖職者、ヴェネツィア、ナポリなどに使えていたギリシャ民兵らであった。特に教皇ピウス2世の特使としてベッサリオン枢機卿がヨーロッパ各地で、イアノス・ラスカリス (en) がフランスやイタリアで対オスマン帝国の気炎を上げた。さらにトルコ、ヴェネツィアの間での戦いが勃発するとミカエル・ラリスやペトロス・ブーアスがペロポネソス半島での蜂起を指導し、さらにクロコディロス・クラダス大尉は和平が結ばれた後にも単独で戦いをつづけた。
一方、フランス王シャルル8世はビザンツ皇帝継承権者アンドレアス・パレオロゴスからビザンツ帝国の王位を買い取ろうとした。これはギリシャ人らの間で反響を呼び、ローマ教皇やスペイン、ナポリによる十字軍、さらにハプスブルク帝国と中央ヨーロッパ諸国によるオスマン帝国への遠征の間、ギリシャ人らは何度も蜂起を行った。特にローマ教皇の意を受けた艦隊がペロポネソス半島に向かうとペロポネソス半島とギリシャ本土は同時に蜂起を行なっている。

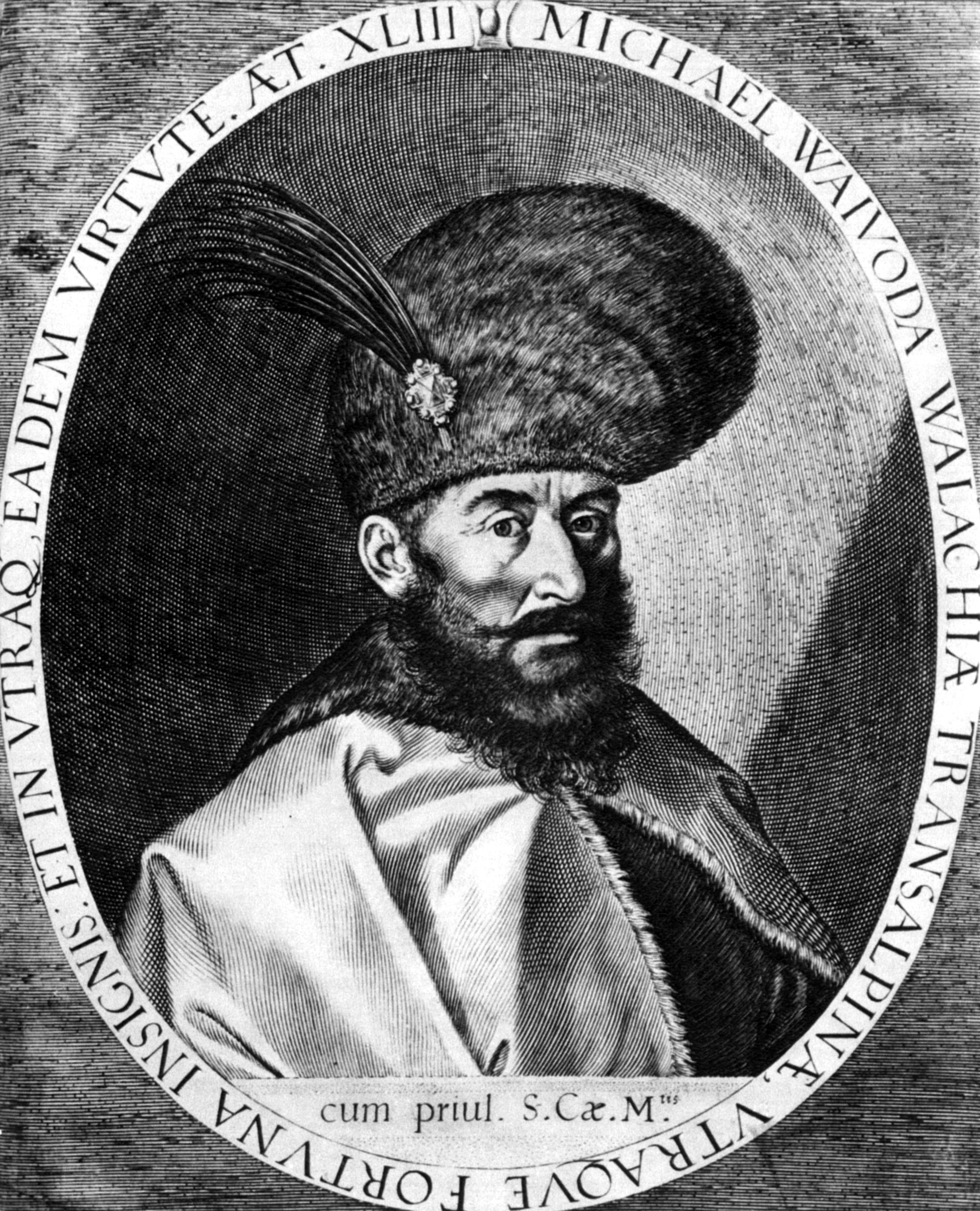
ミハイ勇敢王

そしてレパントの戦いでキリスト教連合軍が勝利するとギリシャ本土、マケドニア、エーゲ海島嶼部で蜂起が発生、特にマニ地方ではメリッシノス兄弟の指揮のもと、蜂起を行った。これらの蜂起はヴェリコ・タルノヴォの大主教ディオニシオス・ラリス・パレオロゴスを相談役としてギリシャの人々を含めた軍を率いたワラキアのミハイ勇敢王 (en) やトリカラ大主教ディオニシオス、ファナリ主教セラフィムらが蜂起していたテッサリアなどに広がった。しかし、これはオスマン帝国によって鎮圧されセラフィムは殉死、ディオニシオスはイタリアへ逃亡した。
イタリアへ逃亡したディオニシオスはパレオロゴス家の末裔でヌーヴェル公を務めていたシャルル2世とギリシャの復活を目指して活動したが、イピロスで暴動が発生したに過ぎず、またこれも即座に鎮圧された。さらに1645年から1715年までヴェネツィア軍がギリシャ各地でオスマン帝国軍に対抗したのに呼応して様々な蜂起が発生したが、これは規模が小さいものでしかなかった。

### オスマン帝国の統治

#### 統治システム

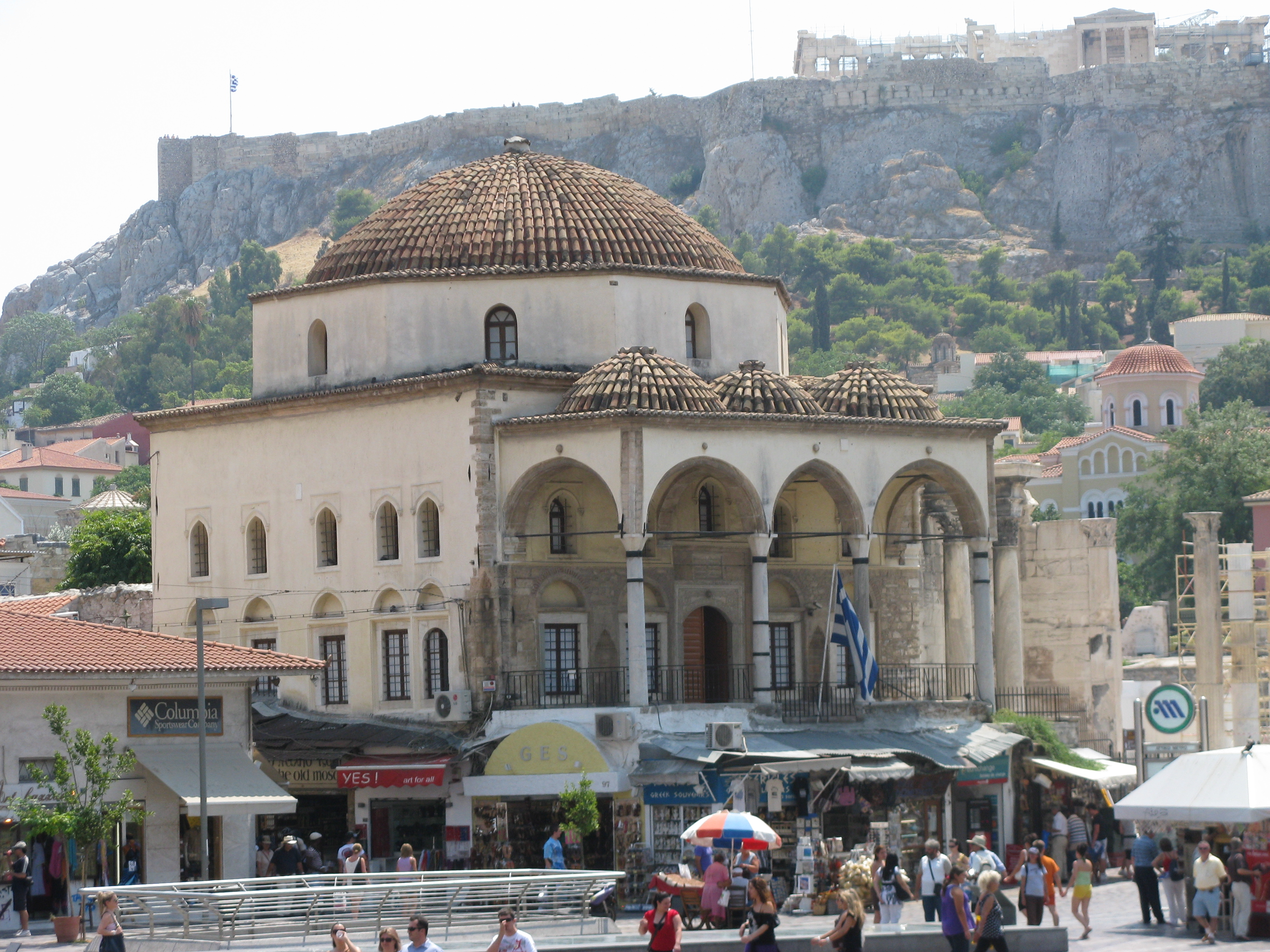
アテネに現存するツィスタラキス・モスク（ただし建設は18世紀）

オスマン帝国はイスラームで生まれた王朝ではあったが、イスラーム世界とビザンツ帝国との境界線で生まれ、ビザンツ圏を主に吸収することで発達していった。そのため、オスマン帝国は原初からビザンツ帝国で信仰されていた正教を奉じギリシャ語を母語とする人々を組み込んでいった。彼らを吸収するにあたって、教会を破壊したりモスクに転換したという記述が一部見られるが、ビザンツ帝国の人々をムスリムに改宗させたという記述は見られない。それどころか15世紀以降、残されている検地帳（タフリル・デフテリ）、法令集（カヌーン・ナメ）の条文を見る限りでは彼らを正教徒として組み込んだとされる。これはギリシャを征服する際にも同様であった。また、ブルガリア同様、ビザンツ帝国時代の大貴族は没落したが、下級のギリシャ貴族は存続を許された。ギリシャの小貴族層からは、オスマン帝国の属領・ワラキア公国に赴任したコンスタンティヌス・マヴロコルダトス（en）らが輩出されている。
オスマン帝国では非ムスリム系の住民はミッレト制（ミレット制）によって統治されており、1453年のコンスタンティノープル攻略後、メフメット2世がギリシャ正教徒に与えた特権が起源とする説が従来の説であった。しかし、15世紀から16世紀にかけての法令集によれば非ムスリムについてはズィンミー、エフリ・ズィンマという言葉がしばしば使われている。これらはイスラーム法とも訳されるシャーリア」の中で確立したズィンミー制度に関わる言葉であり、オスマン帝国におけるギリシャ系正教徒らはシャーリア上のズィンミー制度で扱われていたと見る説もある。
ミッレト制（ミレット制度）によれば、オスマン帝国における非ムスリム系の人々はギリシャ正教徒、アルメニア教会派、ユダヤ教徒からなる宗教共同体、いわゆるミッレト（ミレット）に所属しており、ジズヤなどの貢納の義務を負った上でミッレト・パシュ（ミレット・パシュ）と呼ばれる長を中心に宗教、法律、生活習慣を保ち、自治生活を行っていたとされている。
それに対してズィンミー制による統治は人々を宗教ごとに分け、ムスリムと非ムスリム、非ムスリムはさらに「啓典の民（アフル・アル・キターブ）」と偶像崇拝者に分けられていた。啓典の民とはキリスト教徒、ユダヤ教徒を指しており、彼らはムスリム共同体との契約により人頭税（ジズヤ）を貢納し、一定の行動制限下に入ればズィンミー（非保護民）としてズィンマ（保護）が与えられた。そのため、彼らはシャーリアを犯さない限りは固有の信仰、法律、生活慣習を保つことがゆるされていたとする。そしてこのズィンミー制度は７世紀中頃から８世紀中頃までに行われたアラブの大征服の際に定着したとしている。
これについて鈴木薫はオスマン帝国の形成期における非イスラム教徒らの扱いはシャーリア上のズィンミー制度によって扱われたとしており、これはムスリムをあくまでも上位とした不平等な扱いの元の共存としている。そしてこのオスマン帝国の支配は「トルコの圧政」ではなく、「オスマンの平和（パックス・オトマニカ）」としての一面を備えていたとする。

#### 行政区域

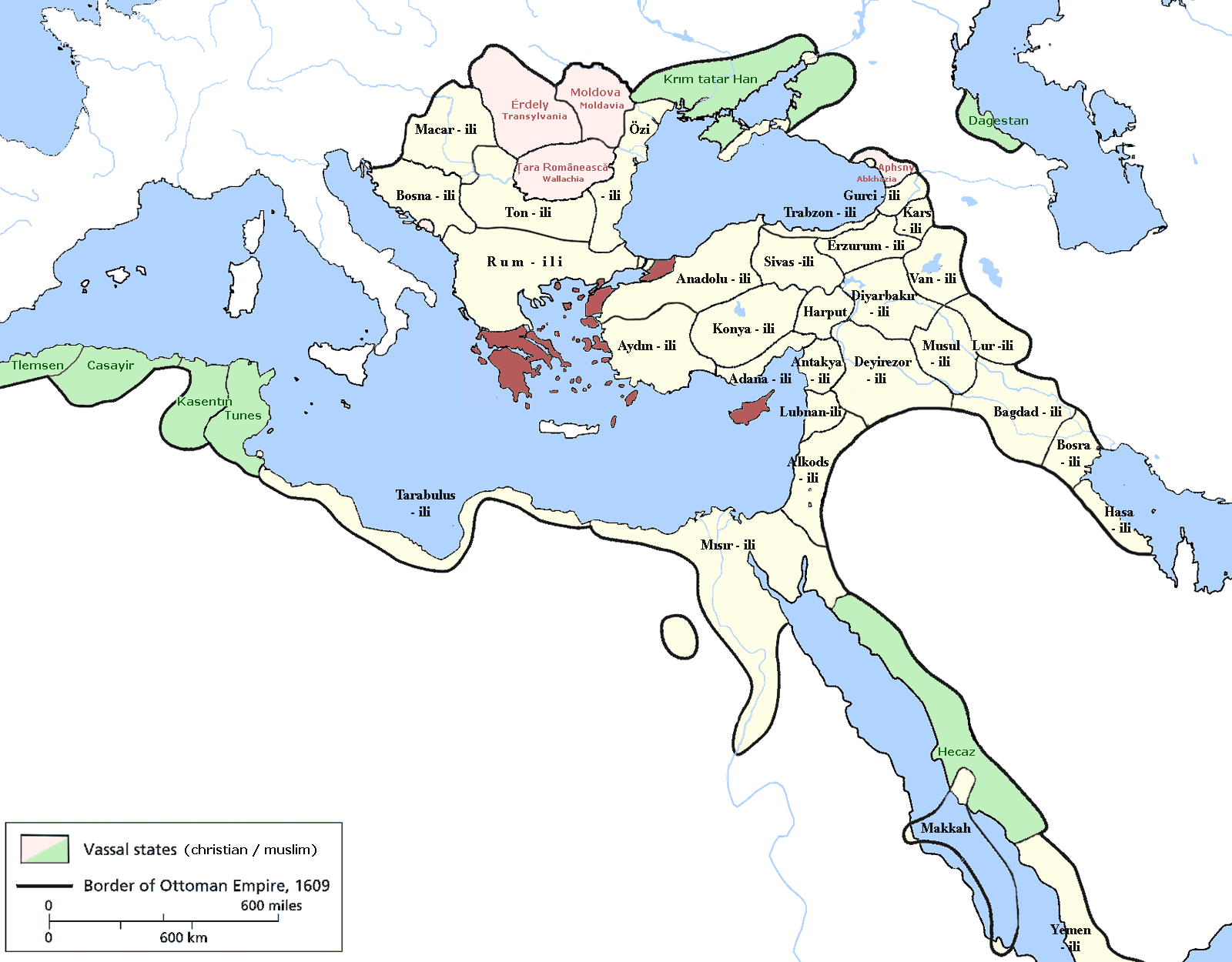
赤い部分が地中海州（1609年）

現在のギリシャにおける領土はルメリ州 (en) が構築されると全てがそれに含まれ、1534年まではこの状況が保たれた。1533年にキリスト教徒らに対して海賊活動を行なっていたアルジェリアのバルバロス・ハイレッティンがオスマン帝国に帰順すると翌年には地中海州 (en) を設立、バルバロスを大都督（カプタン・パシャ） (en) に任命した。これは「海軍州（バフリエ・エヤーレッティ）」や「カプダン・パシャ州（カプダン・パシャ・エヤーレッティ）」とも呼ばれ、ルメリ州に属していたエーゲ海島嶼部やルメリ、アナドル州の沿海部にあるサンジャク (en) が加えられた。その後、占領されたキプロス島はキプロス州 (en) として、クレタ島はクレタ州 (en) として加わったが、ギリシャの領域はルメリ州、地中海州に属しており、その後の支配体制はこれを基本として続けられていく。

#### 正教内でのギリシャ

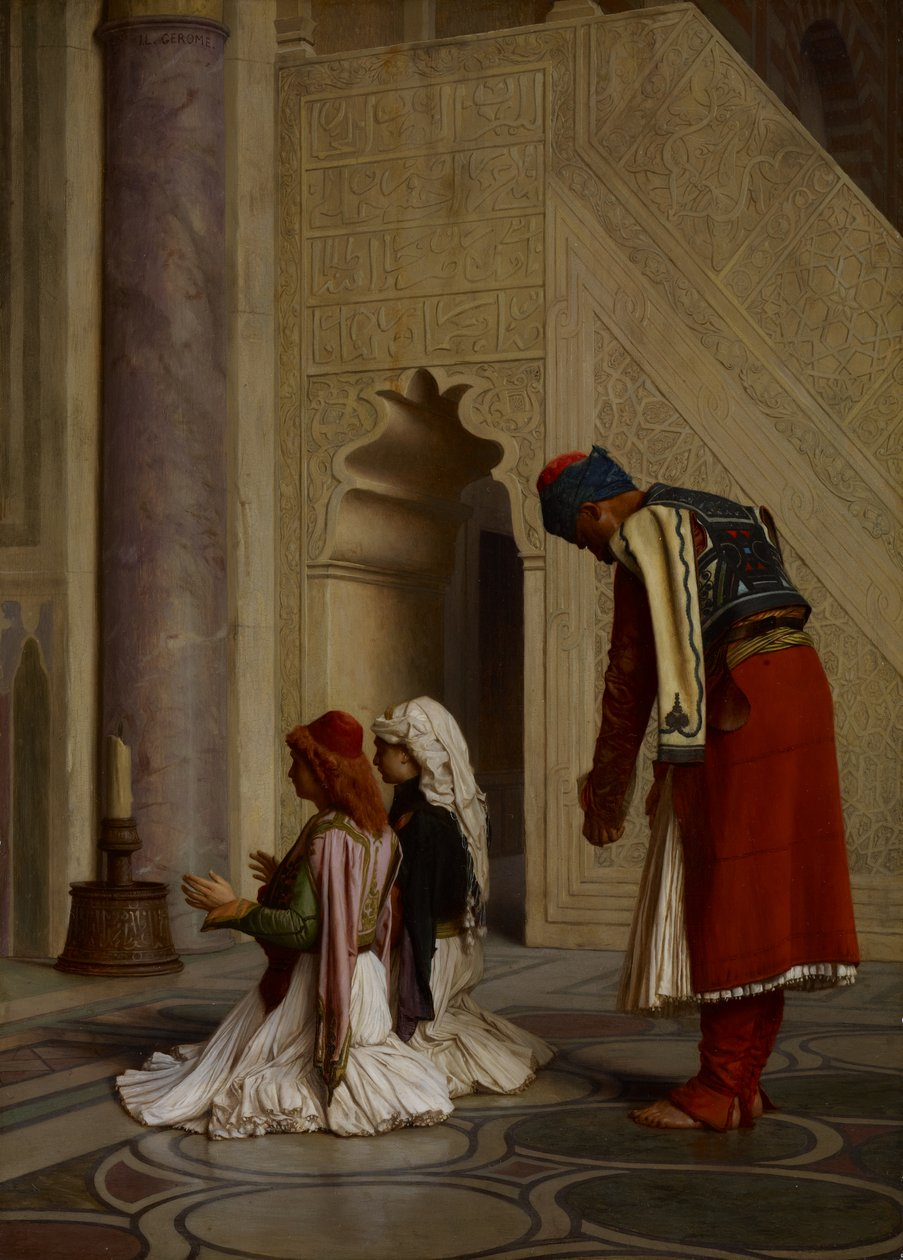
モスク内で祈る若きギリシャ人

オスマン帝国下における正教会の人々は言語や民族に関係なく正教徒として扱われていた。そのためギリシャ人、ブルガリア人、セルビア人、ルーマニア人、アルバニア人、そしてアラビア語を話す正教徒、トルコ語を母語とするカラマンル (en) など雑多な人々が正教徒として扱われ、一つの区分として丸くくりされてはいたが、母語を元に民族意識も二次的では要していた。
彼らは正教徒として扱われたため、そのシステムの頂点にはコンスタンティノープル総主教が当てられ、教会システムもそのまま残された。そして総主教はスルタンの承認のもとに正教会の聖職者の任免権を保っていた。そのため、運営の中心には世界総主教座を中心とする正教会が運営を握ったため、ギリシャ系の正教徒らが高い地位を占め、正教徒社会に対して強い影響を持っていた。そしてさらにギリシャ系の人々が非ギリシャ系の人々に対してギリシャ語の使用を奨励してギリシャ化しようとすることもあった。これに対してセルビアの正教徒らが一時的にセルビア総主教座を回復させたり、アルバニア系正教徒らがアルバニア語での教育を求めるなど、他の民族による反発は根強くあった。
オスマン帝国がコンスタンティノープルを占領したことで高度な教育機関は消滅したが、コンスタンティノープル総主教座を中心として聖職者養成学校は維持され、アトス山の修道院では宗教寄進財産も認められていた。さらにビザンツ帝国時代には皇帝権力に属していた司法、民政も正教会が担った。正教徒同士の諍いである場合、聖職者が裁判を扱い、また、ローマ法が適用された。

### ギリシャの人々

#### ギリシャに住まう人々
| 16世紀のギリシャの人々 |  | 16世紀のギリシャの人々 |
| 16世紀のギリシャの人々 |  |                        |

オスマン帝国では法制上は支配者層であるアスケリ (en) 、非支配者層であるレアヤー (en) に分けられていた。アスケリは主に支配者層及び、その家族や従者、そして軍人、書記（キャーティプ）、イスラーム法学者（ウレマー）などが含まれ、それ以外の人々がレアヤーであった。ギリシャの人々は主にレアヤーに属していたが、少数の人々がアスケリに属し、その中間層に属する人々もいた。
ギリシャではムスリムが少数派であったが、その中でもアスケリは極少数であり、ティマールを授与された在地騎兵、その家族や従者、地方行政官とその郎党（カプ・ハルク）、ウレマー層であるイスラーム法官、イスラーム学校の教授、モスクの導師（イマーム）らが属していた。
それに対してギリシャ語を母語とする人々の中でもアスケリに属する人々がおり、正教会に属する聖職者の上層部、ファナリオティスらが主にアスケリに属した。ただし、彼らの活動拠点はあくまでもイスタンブールにあるため、純然たるギリシャ本土に住まうギリシャ系の人々のほとんどがレアヤーに属していた。ただし、聖職者と補助軍事力を担っていた人々は準アスケリとして扱われ免税特権が与えられてレアヤーとは区別されていた。
レアヤーを構成する人々は主に、農民らとベラーヤーと呼ばれる都市に住まう人々であった。農民らは生産力の中心であり、オスマン帝国初期にはティマール制 (en) の元、支配された。土地は基本的に国に属しており、土地を所有するものはいないことになっていた。そして、ギリシャ系農民らは武器の携帯を禁止されていたため、兵役に召集されることはなかった。農民らは永小作権（タプ）を与えられ、その地代を租税として収めていた。そして、ティマール制度の頃のギリシャ系農民らは重税を課せられていたとは言えども、西欧の農民らよりかは良い暮らし向きであった。しかし、16世紀以降、ティマール制が徐々に崩壊し始め、イルティザーム (en) と呼ばれる徴税請負制へ変化していった。
この徴税請負制度は初期こそ単発で短期的なものが多かったが、17世紀を経て18世紀に至ると契約期間が長期化、さらには世襲制度化したため、広い地域を担当したものが事実上の支配権を獲得、大地主化していった。これら地主化した人々をコジャ・パシャと呼び、支配の及ぶ地域を基礎にチフトリキと呼ばれる農場経営を行い、18世紀には財力を蓄え、私的軍事力を担う従者団「カピ」を要するに至った。
さらに「子供たちの貢納」としてデヴシルメ制度があった。これは5人の子供の内、10歳から15歳までの男児をイェニチェリ（新兵力とも）に編入するために召集されるものであったが、これはオスマン帝国の兵力として大きな力を持ったものであった。また、イェニチェリは農民の子として生まれた子弟がオスマン帝国において出世するための一つの道であり、これらは過酷な税と言えども歓迎され、大きな恨みを買うことはなかった。
また、補助的な軍事を担っていた人々はアルマトロス（アルマトリとも）と呼ばれ、帝国辺境の城砦の守備や帝国内の交通安全確保を担うデルベント制度（関所制度）を担当した。彼らはルメリ地方（バルカン地域）からハンガリーで主に活動しており、ギリシャでは主に本土部で活動した。後にギリシャ独立戦争において彼らはアルマトリとして地域の軍事力として活動したが、彼らはオスマン帝国の辺境防衛及び地域の交通、治安確保の枠組みの中でデルペント制度の一部としてギリシャで活動した。
一方、これらオスマン帝国の支配に対して不満を持つ農民や遊牧民らは山に篭り非合法活動を行った。これはオスマン帝国の支配下であるアナトリアやバルカン半島各地で見られ、主にハイドゥク、エシュキヤーと呼ばれていたが、その中でもギリシャで活動した人々はクレフテスと呼ばれた。
クレフテスらは後に行われたギリシャ独立戦争においての活躍を主に見られることが多いが、彼らはしばしばオスマン政府に懐柔されて帰順することもあり、前述したアルマトリとクレフテスの違いは合法か非合法かの違いでしかなかった。

#### ファナリオティス

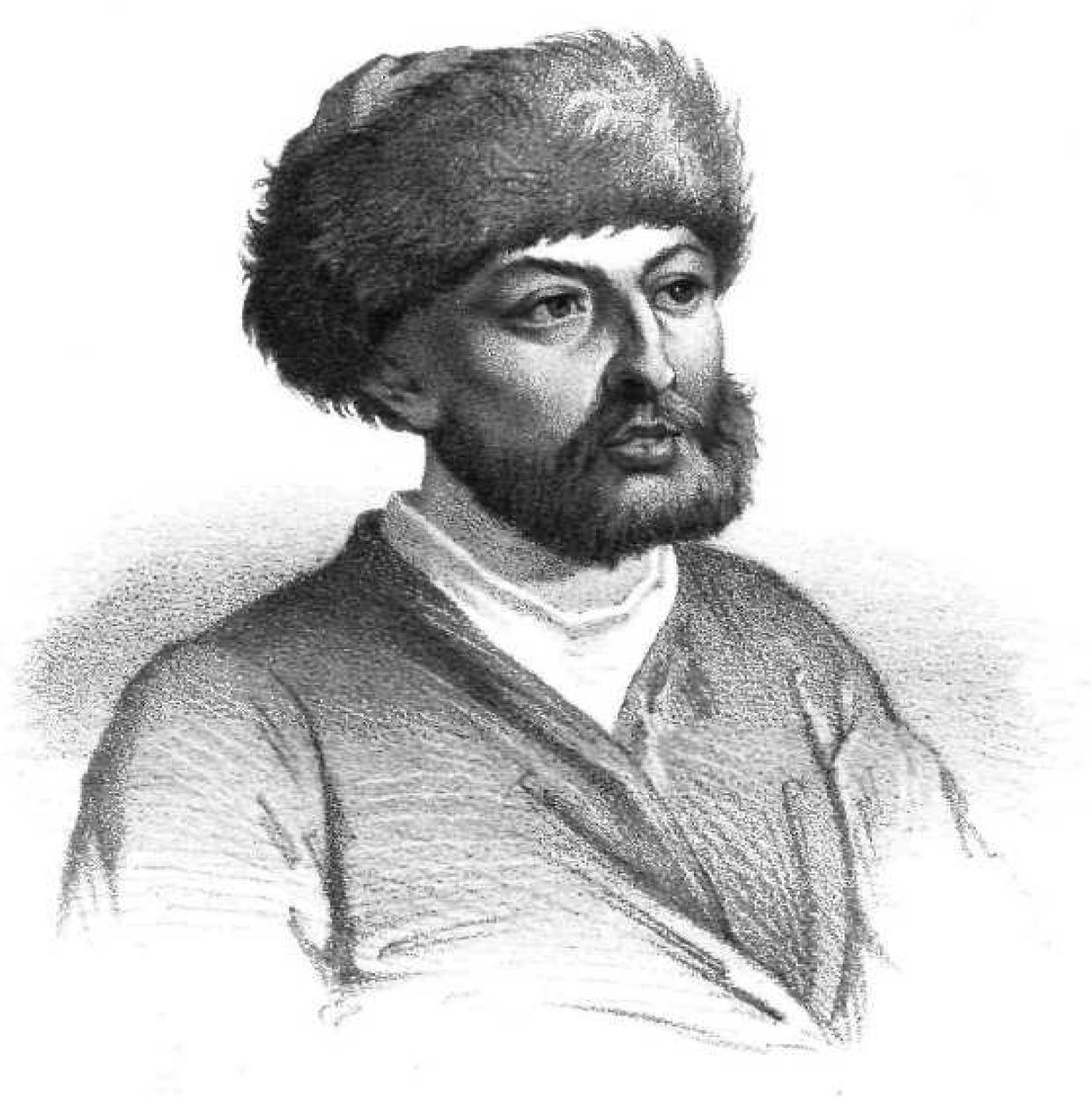
アレクサンドロス・マブロコルダトス

ギリシャ人らはキリスト教という範囲だけで影響力を手に入れたわけではなかった。世俗的な部分でもギリシャ人らは影響力を持っており、その有力者らは主にコンスタンティノープルのフェネル地区に居住したため、ファナリオティス（ファナリオット）と呼ばれた。ファナリオティスらは様々な言語を解していたため、オスマン帝国内でも通訳官としてその能力を発揮した。
当初はムスリムへ改宗したものを通訳官として用いていたが、17世紀以降、ラテン語、イタリア語を話すことができるギリシャ系正教徒らが通訳として用いられ始め、1699年に結ばれたカルロヴィッツ条約にアレクサンドロス・マブロコルダトス (en) が参加以降、御前会議主席通訳官（ディーヴァーニ・ヒューマユーン・パシュ・デルジュマヌ）の役職を独占していった。後にはオスマン艦隊の大都督の通訳官の職も得ることになった。
そして1709年、現在のルーマニア地域にあったワラキア公国、モルダヴィア公国のヴォイヴォダ（君侯）にニコラオス・マヴロコルダトス (en) が就任して以降、多少の例外はあったが、御前会議主席通訳官がヴォイヴォダに任命されるのが通例となって行った。ただし、これらの役職もマヴロコルダトス家 (en) 、カラジャス家、ムルジス家 (en) 、スツョス家、カリマヒス家、ギガス家 (en) などが独占していった。
さらにオスマン艦隊の大提督は地中海州の総督を務めていたが、この地域にはギリシャ系住民が大勢居住しており、その主席通訳官であるファナリオティスらは強い影響力を持つことになった。そしてロシアが台頭し、西欧諸国との交流が重要な位置を占めるようになると通訳を担当する彼らの地位も向上し、さらにはオスマン帝国内に設置された西欧諸国やロシアの大使館などの通訳を司るものまで現れた。これらの事はファナリオティスらがオスマン帝国の中でもっとも有力なギリシャ系臣民であることを意味していた。

#### 移住する人々
一方、オスマン帝国に占領される以前よりギリシャの人々は西ヨーロッパへ移住し、ディアスポラを築いた。
ビザンツ帝国が支配する世界にムスリムらが進出することでギリシャ人らは徐々に西ヨーロッパへ移住し始めた。特に1453年にコンスタンティノープルが陥落することで促進されたが、それは学者、政治家、軍人などのエリート層のみに限られていた。しかし1460年にペロポネソス半島がオスマン帝国に併合されると一般の人々らも難民として移住を開始、さらにヴェネツィア領が占領されていくとその流れは加速し、彼らは主にイタリア、特にヴェネツィアに移住して行った。
その後、オスマン帝国支配下で経済活動が活発化していくと商業的活動を目的とした人々が移住を開始した。1699年、カルロヴィッツ条約が締結されるとギリシャ人らはそれまで主にイタリアに移住していたものがドナウ川以北のハプスブルク帝国領へ移住を開始した。そしてそれはさらに広がりドイツ、フランス、イタリアへと移住するものまで現れていった。
彼らはイタリア諸都市、トリエステ、ウィーン、ブダペスト、ライプツィヒ、パリ、マルセイユなどにコロニーを築き、さらには当時、南下政策をとっていたロシア最南端（黒海周辺）などにもコロニーを築いていった。
各地で構築されたギリシャ系ディアスポラのコロニーは当初こそ難民のためのものであったが、それは18世紀になると商業活動の活発化が進んだことで自発的居住者らが加わり、これらのコロニーが西欧社会とギリシャ人らとの接触の拠点となった。

#### 経済活動

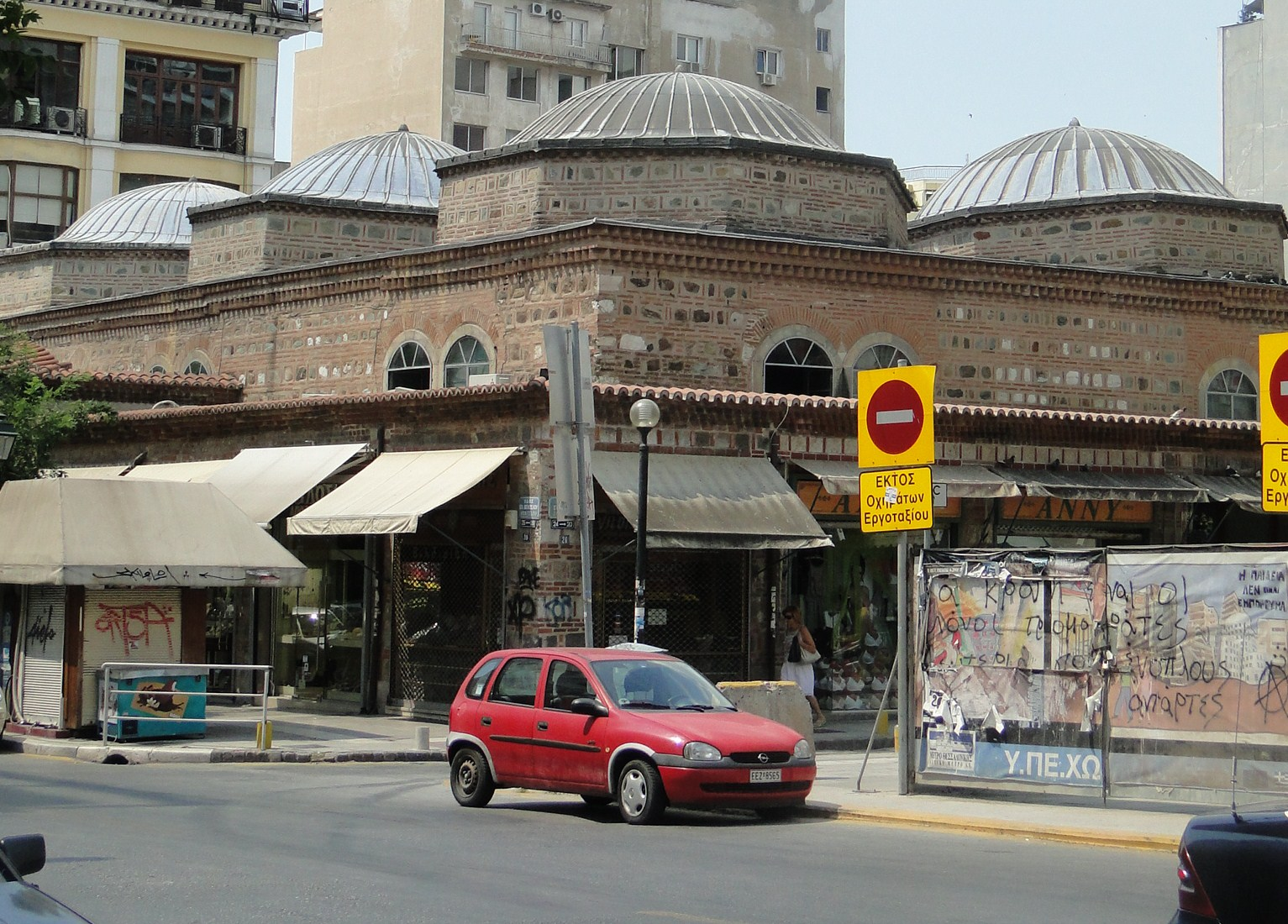
テッサロニキのベデスタン(市場)。バヤズィト2世の建築と推測されている。

ビザンツ帝国末期、ギリシャは衰えを見せていたが、オスマン帝国支配下となった後、都市の復興が進んだ。オスマン政府はムスリムが移転していた地域にモスクを始めとするムスリム社会に必須の施設を整え、さらにイスラーム学校を設立し、それらの施設を支える公衆浴場（ハマーム）、水道施設、隊商宿（ゲルヴァン・サラユ）、長期滞在用隊商宿（ハン）などを建設していった。さらにズィンミー制に基づいて共存する非ムスリム住民のための教会、修道院も許され、その財源も許された。

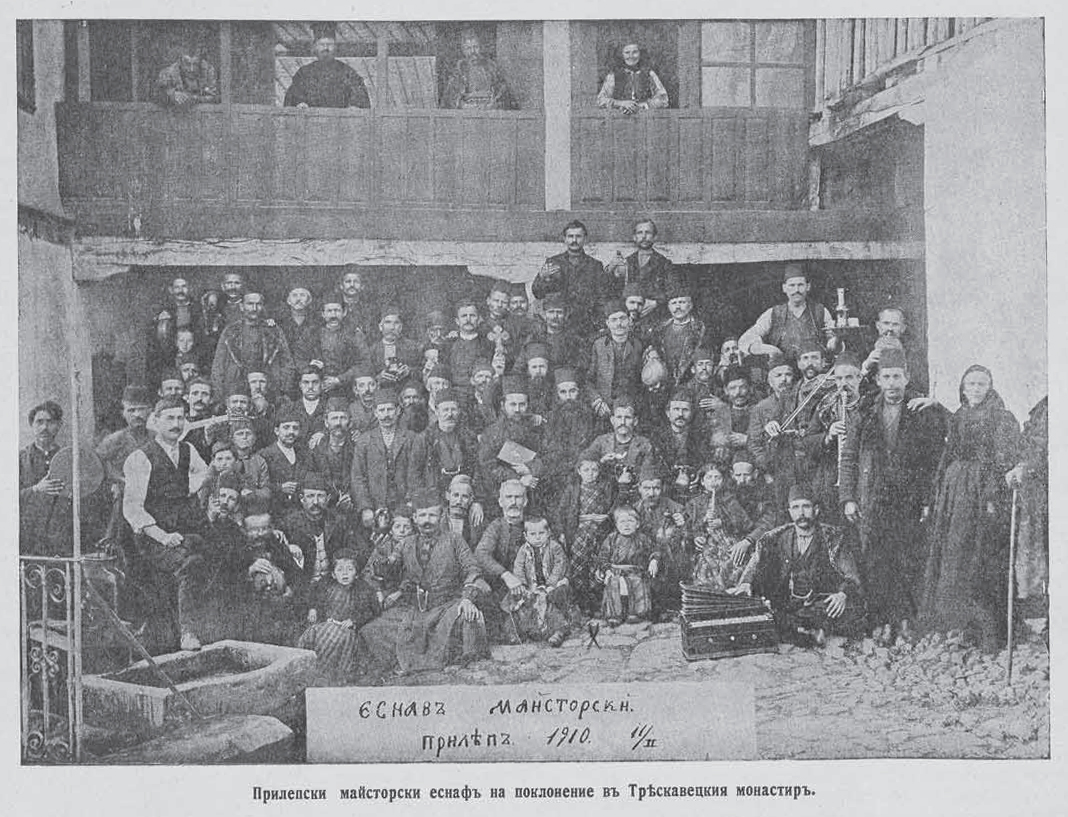
エスナフのメンバー（トレスカヴェツ修道院を訪問しているあるエスナフのスナップ写真）

オスマン帝国による支配が確立することで政治的秩序が回復すると、都市の整備はさらに進められた。その中で都市の手工業者らはエスナフ (en) と呼ばれる同業者団体に所属していった。このエスナフにはムスリムだけではなく非ムスリムも属し、彼らが共同で経営を行うこともあった。
15世紀から16世紀にかけてムスリムらが移住したことで都市生活の回復が行われたため、ムスリム系商工業者らの活躍が大きかったが、徐々に非ムスリム系商工業者らも加わっていった。例えば、15世紀末以降、テッサロニキではイベリアより移住してきたユダヤ教徒らによるものが大きく、さらにギリシャの他の地域ではアルバニア系正教徒、スラブ系正教徒、ギリシャ系正教徒らによる活動も見られた。

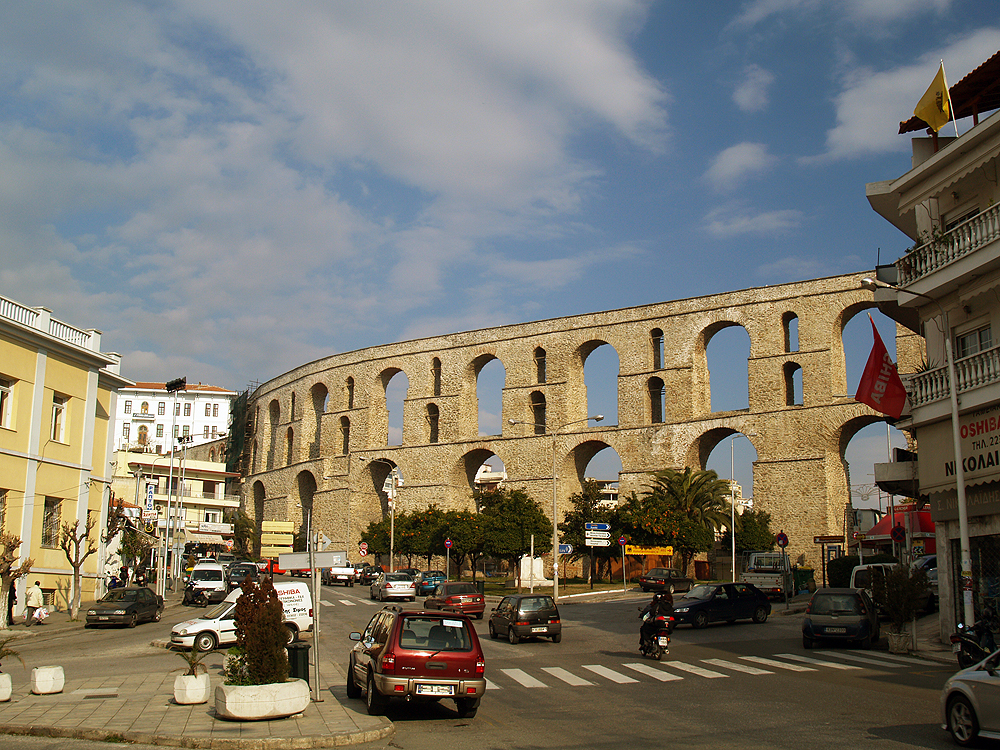
スレイマン1世が築いた水道橋(カヴァラ)

特にバルカン半島北部におけるオスマン帝国の支配が安定するとマケドニア西部、イピロスの商人らはマケドニア、イピロス、テッサリアの穀物、羊毛、皮、綿やバルカン各地の生産物をヴェネツィア人やラグーザ（ドゥブロブニク）へ運んだ。16世紀以降はフランス、イギリスなどの商人が東方に進出するとギリシャ商人らはさらに活発な活動を行い、セルビア、ブルガリア、ドナウ川地方を経由してハンガリーまで手を広げた。そしてテッサロニキ、ラグーザ、コンスタンティノープル、イタリアのピザ、ジェノヴァ、ヴェネツィアになどに移住していった。

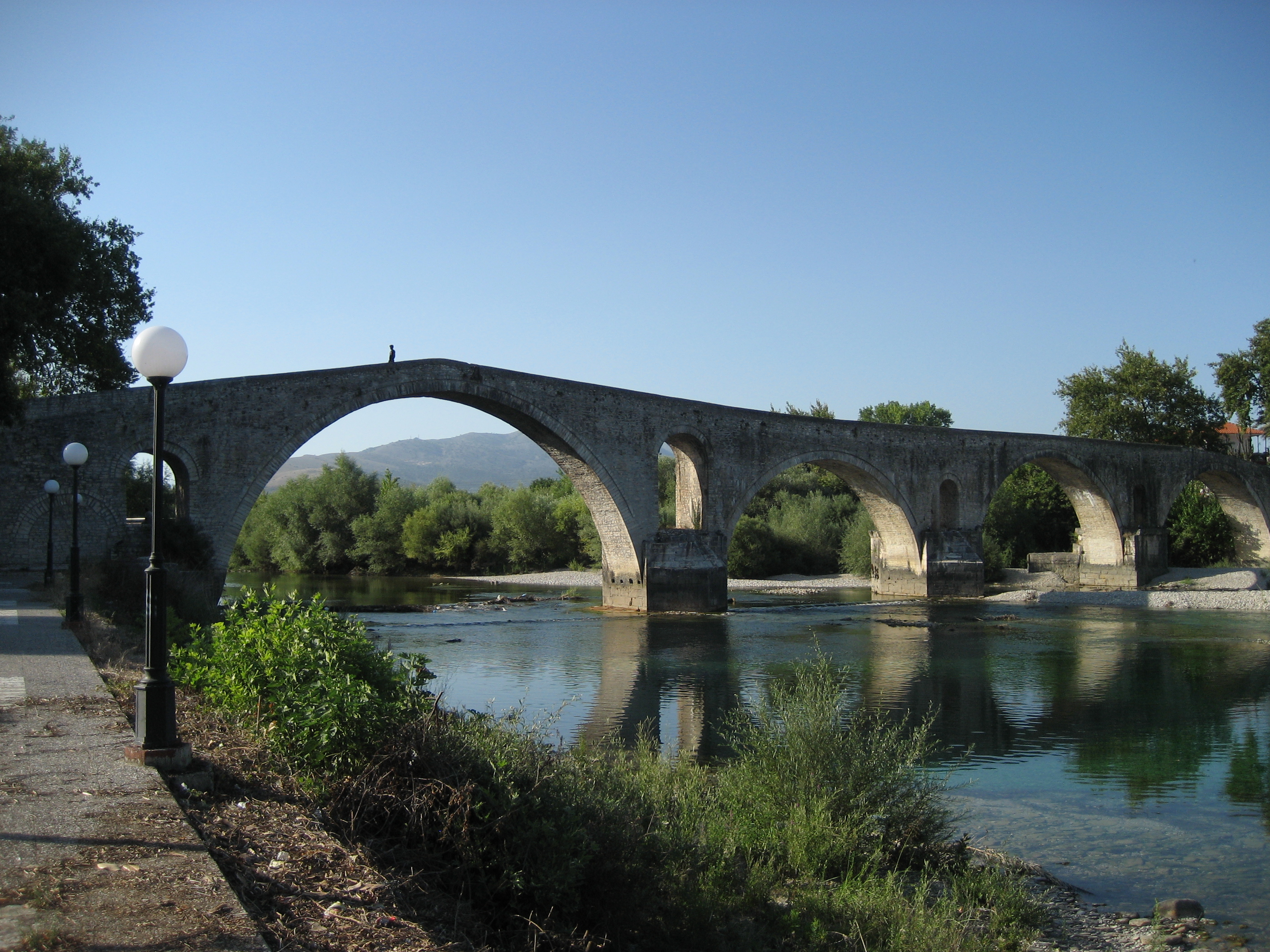
アルタに残るオスマン帝国時代の橋

### 西欧と正教
中世において、カトリックを奉じる西欧と正教を奉じるギリシャ人らの間には同じキリスト教を信じると言えども隔たりが大きかった。
それはオスマン帝国が西へ伸長し始めた15世紀前半においても教義と典礼をめぐって争っていたため、協力関係が築けず、また、正教徒である民衆の間にも違和感が存在していた。オスマン帝国はこれを利用し、ラテン人らが支配していた地域を占領した際にはラテン人、カトリック教徒らには厳しい対応を行ったが、正教徒らに融和的姿勢を持った。コンスタンティノープル総主教を保護したのもその一環であった。
しかし、16世紀から17世紀にかけて、西欧で宗教改革が発生すると西欧とギリシャとの対立は徐々に変化し始めた。特に宗教改革に対抗して行われた反宗教改革で生まれたイエズス会がコンスタンティノープル総主教に働きをかけた。これらの働きかけの影響を受けたコンスタンティノープル総主教の中には東西両教の会合に親和性を示す者まで現れるほどであった。

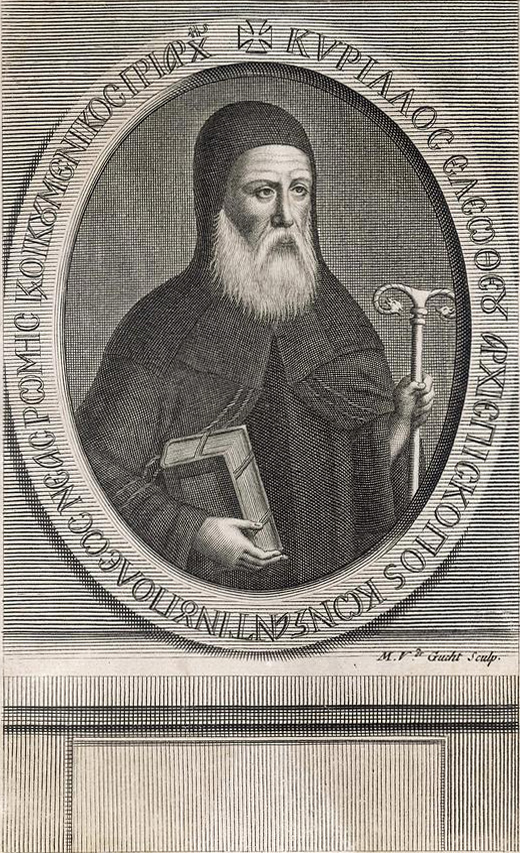
キリロス・ルカリス。彼はカルヴァン派の影響を受けて教会改革を目指したが、ムラト4世の命令によって処刑された。

さらにプロテスタントの発生もこれに影響を与えた。コンスタンティノープル総主教に幾度と無く選ばれたキリロス・ルカリスはカルヴァン派の影響を受けた上で教会改革を試みた。これはプロテスタント派であるオランダ、イギリスが支持を与えたが、イエズス会とフランスの横槍によってムラト4世によって処刑された。

## オスマンの平和か、それともトルコの圧政か
近代のギリシャにおいてオスマン帝国時代は「トルコの圧政」の時代であったともっぱら記述されていた。そして近代西欧においてもこれに同調する傾向があった。しかし、オスマン帝国史、バルカン史、近代ギリシャ史の研究が進むことでこれまで「トルコの圧政」とされていたのが、実はイスラーム教という枠組みの中のムスリムと非ムスリムという「不平等な」形ではあるが、弾圧や改宗が強制的に進められたわけではなく、「共存」もしくは「許容」の原則のもと、固有の宗教、法律、生活環境の保持が認められていたということが明らかになった。
この「不平等な」形の「共存」、「許容」は「オスマンの平和」といわれるが、これが完全な平和、共存を与えたシステムではなく、限定的なものであった。つまり、この「共存」はあくまでもイスラーム教という枠組みの中でムスリムが上位に立った上で非ムスリムに対して「許容」するものであった。
しかし、オスマン帝国と西欧キリスト教世界との戦いにギリシャ人らは揺れ動いた。特に17世紀後半以降、ヴェネツィアとオスマン帝国によるクレタ島やペロポネソス半島をめぐる戦いにおいてはギリシャの人々が新たに西欧へ難民として避難した例もあれば、一方でヴェネツィアの占領よりもオスマン帝国による支配を喜ぶ例もあった。
オスマン帝国支配下のギリシャ及びギリシャ人らは「トルコの圧政」に苦しんだとは言えないが、また、それは逆に「オスマンの平和」が実現していたともできない。実際、16世紀以降、ギリシャに住むギリシャ語を母語とする正教徒らはオスマン帝国の支配に何らかの問題が生じると蜂起を起こすという出来事が見られた。これらの蜂起は独立戦争が発生するまでほとんどが鎮圧されたが、トルコ系ムスリムらの支配が薄いペロポネソス半島で蜂起が行われたことはギリシャ及び、ギリシャの人々に対するオスマン帝国の支配がけっして「オスマンの平和」でなかったことを表している。

## オスマン帝国の落日と西欧の勃興、そして民族の覚醒
オスマン帝国は宗教、言語、民族の異なる人々を統合し、共存を図ることでゆるやかに包み込み、オスマン帝国による支配体制を保っていた。しかし16世紀末から17世紀末になると西欧が近代化することで西欧が徐々に優位に立って行った。18世紀に入ると「西欧の衝撃」として西欧から軍事的、外交的な外圧が加えられた。これに対してオスマン帝国は徐々に近代化を図ろうとしていったが、これは軍事的、技術的な部分に限られ、思想、文化の分野における関心は19世紀前半に入るまで及ばなかった。
一方、ギリシャ系正教徒らはオスマン帝国支配の元でも西欧と接触を保っていた。彼らは18世紀になるとロシア南部のオデッサなどで通商に携わり始めたが、彼らの中には近代西欧の文化と思想に関心を持つ人々が生まれ、中にはギリシャ・ナショナリズムの先駆者に影響を与えた者もいた。
これらの「西欧の衝撃」に感応したオスマン帝国内の人々は「オスマンの平和」という枠組みを内から突き崩す原動力となり、さらに近代ギリシャ・ナショナルを育んだ。そして外部からの「西欧の衝撃」はこの内からの「西欧の衝撃」と結びつき、やがてギリシャ独立運動へ進む人々を生んでいった。

## 文化
活版印刷は1472年、ヴェネツィアでギリシャ文字を用いる印刷所が建設されており、さらにオスマン帝国では1493年にユダヤ教、1567年にアルメニア教会によって導入されていたが、ギリシャ正教徒らは導入していなかった。このため、コンスタンティノープル総主教キリロス・ルカリスがロンドンより導入、1627年にギリシャ文字を用いたギリシャ正教徒らによる活版印刷所が建設された。